# Kylie: The Albums 2000–2010
Kylie: The Albums 2000–2010 je kompilacija albumov avstralske pop pevke Kylie Minogue.
18. julija 2010 je izšla v Združenem kraljestvu pri založbi Parlophone, vključuje pa pesmi z vseh glasbenih albumov, ki jih je Kylie Minogue izdala med letoma 2000 in 2010.

## Ozadje
Založba Kylie Minogue, EMI, je preko njene uradne spletne strani maja 2011 prvič oznanila, da bo izdala kompilacijo, sestavljeno iz petih albumov.
Junija 2011 so oznanili tudi, kakšna bo naslovnica kompilacije.
Na naslovnici je postava Kylie Minogue z mikrofonom v eni roki, nad njo pa se je razprostiral naslov kompilacije, napisan v stilu albuma Fever (2001).
Postava Kylie Minogue je potiskana z moti naslovnic vseh petih albumov.

## Produkcija
Kompilacijo so sestavljali naslednji albumi:
- Light Years (2000)
- Fever (2001)
- Body Language (2003)
- X (2007)
- Aphrodite (2010)

## Seznam pesmi
| Light Years (CD 1) | Light Years (CD 1)                     | Light Years (CD 1)                                         | Light Years (CD 1)    | Light Years (CD 1) |
| Št.                | Naslov                                 | Pisec                                                      | Producent(i)          | Dolžina            |
| ------------------ | -------------------------------------- | ---------------------------------------------------------- | --------------------- | ------------------ |
| 0.                 | „Password‟                             | Jon Douglas, Kylie Minogue                                 | Dave Clews            |                    |
| 1.                 | „Spinning Around‟                      | Ira Shickman, Osborne Bingham, Kara DioGuardi, Paula Abdul | Mike Spencer          | 3:27               |
| 2.                 | „On a Night Like This‟                 | Steve Torch, Graham Stack, Mark Taylor, Brian Rawling      | Stack, Taylor         | 3:33               |
| 3.                 | „So Now Goodbye‟                       | Kylie Minogue, Steve Anderson                              | Johnny Douglas        | 3:37               |
| 4.                 | „Disco Down‟                           | Douglas                                                    | Douglas               | 3:57               |
| 5.                 | „Loveboat‟                             | Minogue, Guy Chambers, Robbie Williams                     | Chambers, Steve Power | 4:10               |
| 6.                 | „Koocachoo‟                            | Minogue, Douglas                                           | Douglas               | 4:00               |
| 7.                 | „Your Disco Needs You‟                 | Minogue, Chambers, Williams                                | Chambers, Power       | 3:33               |
| 8.                 | „Please Stay‟                          | Minogue, Richard Stannard, Julian Gallagher, John Themis   | Stannard, Gallagher   | 4:08               |
| 9.                 | „Bittersweet Goodbye‟                  | Minogue, Anderson                                          | Anderson              | 3:43               |
| 10.                | „Butterfly‟                            | Minogue, Anderson                                          | Mark Picchiotti       | 4:09               |
| 11.                | „Under the Influence of Love‟          | Paul Politi, Barry Eugene White                            | Stannard, Gallagher   | 3:32               |
| 12.                | „I'm So High‟                          | Minogue, Chambers, Megan Smith                             | Chambers, Power       | 3:33               |
| 13.                | „Kids‟ (skupaj z Robbiejem Williamsom) | Williams, Chambers                                         | Chambers, Power       | 4:20               |
| 14.                | „Light Years‟                          | Minogue, Stannard, Gallagher                               | Stannard, Gallagher   | 4:47               |
| Skupna dolžina:    | Skupna dolžina:                        | Skupna dolžina:                                            | Skupna dolžina:       | 54:29              |

| Fever (CD 2)    | Fever (CD 2)                   | Fever (CD 2)                                                                    | Fever (CD 2)        | Fever (CD 2) |
| Št.             | Naslov                         | Pisec                                                                           | Producent(i)        | Dolžina      |
| --------------- | ------------------------------ | ------------------------------------------------------------------------------- | ------------------- | ------------ |
| 1.              | „More More More‟               | Tommy D, Liz Winstanley                                                         | D                   | 4:40         |
| 2.              | „Love at First Sight‟          | Kylie Minogue, Richard Stannard, Julian Gallagher, Ash Howes, Martin Harrington | Stannard, Gallagher | 3:57         |
| 3.              | „Can't Get You Out of My Head‟ | Cathy Dennis, Rob Davis                                                         | Dennis, Davis       | 3:49         |
| 4.              | „Fever‟                        | Greg Fitzgerald, Tom Nichols                                                    | Fitzgerald          | 3:30         |
| 5.              | „Give It to Me‟                | Minogue, Mark Picchiotti, Steve Anderson                                        | Picchiotti          | 2:48         |
| 6.              | „Fragile‟                      | Davis                                                                           | Davis               | 3:44         |
| 7.              | „Come Into My World‟           | Dennis, Davis                                                                   | Dennis, Davis       | 4:30         |
| 8.              | „In Your Eyes‟                 | Minogue, Stannard, Gallagher, Howes                                             | Stannard, Gallagher | 3:18         |
| 9.              | „Dancefloor‟                   | Anderson, Dennis                                                                | Anderson            | 3:23         |
| 10.             | „Love Affair‟                  | Minogue, Stannard, Gallagher                                                    | Stannard, Gallagher | 3:47         |
| 11.             | „Your Love‟                    | Minogue, Pascal Gabriel, Paul Statham                                           | Gabriel, Statham    | 3:47         |
| 12.             | „Burning Up‟                   | Fitzgerald, Nichols                                                             | Fitzgerald, Nichols | 3:59         |
| Skupna dolžina: | Skupna dolžina:                | Skupna dolžina:                                                                 | Skupna dolžina:     | 45:12        |

| Body Language (CD 3) | Body Language (CD 3)     | Body Language (CD 3) | Body Language (CD 3) | Body Language (CD 3) |
| Št.                  | Naslov                   | Pisec | Producent(i)         | Dolžina              |
| -------------------- | ------------------------ | --- | -------------------- | -------------------- |
| 1.                   | „Slow‟                   | Kylie Minogue, Dan Carey, Emilíana Torrini                                                                                                   | Sunnyroads           | 3:15                 |
| 2.                   | „Still Standing‟         | Ash Thomas, Alexis Strum | Baby Ash             | 3:40                 |
| 3.                   | „Secret (Take You Home)‟ | Curtis T. Bedeau, Gerard Charles, Hugh Clarke, Reza Safinia, Lisa Greene, Paul George, Brian P. George, Lucien J. George, Niomi McLean-Daley | Rez                  | 3:16                 |
| 4.                   | „Promises‟               | Kurtis el Khaleel, David Billing | Kurtis Mantronik     | 3:17                 |
| 5.                   | „Sweet Music‟            | Minogue, Karen Poole, Thomas | Baby Ash             | 4:11                 |
| 6.                   | „Red Blooded Woman‟      | Johnny Douglas, Poole | Douglas              | 4:21                 |
| 7.                   | „Chocolate‟              | Douglas, Poole | Douglas              | 5:00                 |
| 8.                   | „Obsession‟              | Khaleel, Billing, M. Grey | Mantronik            | 3:31                 |
| 9.                   | „I Feel for You‟         | Liz Winstanley, J. Piccioni, S. Anselmetti                                                                                                   | Electric J           | 4:19                 |
| 10.                  | „Someday‟                | Minogue, Torrini, Thomas | Baby Ash             | 4:18                 |
| 11.                  | „Loving Days‟            | Minogue, Richard Stannard, Julian Gallagher, Dave Morgan                                                                                     | Stannard, Gallagher  | 4:26                 |
| 12.                  | „After Dark‟             | Cathy Dennis, Chris Braide | Dennis, Braide       | 4:10                 |
| Skupna dolžina:      | Skupna dolžina:          | Skupna dolžina: | Skupna dolžina:      | 47:44                |

| X (CD 4)        | X (CD 4)          | X (CD 4)                                                                                       | X (CD 4)                   | X (CD 4) |
| Št.             | Naslov            | Pisec                                                                                          | Producent(i)               | Dolžina  |
| --------------- | ----------------- | ---------------------------------------------------------------------------------------------- | -------------------------- | -------- |
| 1.              | „2 Hearts‟        | Jim Eliot, Mima Stilwell                                                                       | Kish Mauve                 | 2:51     |
| 2.              | „Like a Drug‟     | Mich Hedin Hansen, Jonas Jeberg, Engelina Andrina, Adam Powers                                 | Cutfather, Jeberg          | 3:18     |
| 3.              | „In My Arms‟      | Kylie Minogue, Calvin Harris, Richard »Biff« Stannard, Paul Harris, Julian Peake               | C. Harris, Stannard        | 3:32     |
| 4.              | „Speakerphone‟    | Christian Karlsson, Pontus Winnberg, Henrik Jonback, Klas Åhlund                               | Bloodshy & Avant           | 3:54     |
| 5.              | „Sensitized‟      | Guy Chambers, Cathy Dennis, Serge Gainsbourg                                                   | Chambers, Dennis           | 3:57     |
| 6.              | „Heart Beat Rock‟ | Minogue, Karen Poole, C. Harris, John Lipsey                                                   | C. Harris                  | 3:24     |
| 7.              | „The One‟         | Minogue, Stannard, James Wiltshire, Russell Small, John Andersson, Johan Emmoth, Emma Holmgren | Stannard, Freemasons       | 4:05     |
| 8.              | „No More Rain‟    | Minogue, Poole, Karlsson, Winnberg, Jonas Quant                                                | Greg Kurstin               | 4:02     |
| 9.              | „All I See‟       | Jeberg, Hansen, Edwin Serrano, Raymond Calhoun                                                 | Cutfather, Jeberg          | 3:05     |
| 10.             | „Stars‟           | Minogue, Stannard, P. Harris, Peake                                                            | Stannard, P. Harris, Peake | 3:41     |
| 11.             | „Wow‟             | Minogue, Poole, Kurstin                                                                        | Kurstin                    | 3:10     |
| 12.             | „Nu-di-ty‟        | Poole, Karlsson, Winnberg                                                                      | Bloodshy & Avant           | 3:04     |
| 13.             | „Cosmic‟          | Minogue, Eg White                                                                              | White                      | 3:09     |
| Skupna dolžina: | Skupna dolžina:   | Skupna dolžina:                                                                                | Skupna dolžina:            | 45:12    |

| Aphrodite (CD 5) | Aphrodite (CD 5)                       | Aphrodite (CD 5)                                                        | Aphrodite (CD 5)                                       | Aphrodite (CD 5) |
| Št.              | Naslov                                 | Pisec                                                                   | Producent(i)                                           | Dolžina          |
| ---------------- | -------------------------------------- | ----------------------------------------------------------------------- | ------------------------------------------------------ | ---------------- |
| 1.               | „All the Lovers‟                       | Jim Eliot, Mima Stilwell                                                | Eliot, Stuart Price^                                   | 3:20             |
| 2.               | „Get Outta My Way‟                     | Lucas Secon, Damon Sharpe, Peter Wallevik, Daniel Davidsen, Mich Hansen | Cutfather, Wallevik, Davidsen, Sharpe*, Secon*, Price* | 3:38             |
| 3.               | „Put Your Hands Up (If You Feel Love)‟ | Fin Dow-Smith, The Nervo Girls                                          | Starsmith, Price*                                      | 3:37             |
| 4.               | „Closer‟                               | Price, Beatrice Hatherley                                               | Price                                                  | 3:09             |
| 5.               | „Everything Is Beautiful‟              | Fraser T. Smith, Tim Rice-Oxley                                         | Smith                                                  | 3:25             |
| 6.               | „Aphrodite‟                            | Nerina Pallot, Andy Chatterley                                          | Pallot, Chatterley, Price^                             | 3:45             |
| 7.               | „Illusion‟                             | Kylie Minogue, Stuart Price                                             | Price                                                  | 3:21             |
| 8.               | „Better than Today‟                    | Pallot, Chatterley                                                      | Pallot, Chatterley, Price^                             | 3:25             |
| 9.               | „Too Much‟                             | Minogue, Calvin Harris, Jake Shears                                     | Harris                                                 | 3:16             |
| 10.              | „Cupid Boy‟                            | Sebastian Ingrosso, Magnus Lidehäll, Nick Clow, Luciana Caporaso        | Price, Ingrosso, Filthy                                | 4:26             |
| 11.              | „Looking for an Angel‟                 | Minogue, Price                                                          | Price                                                  | 3:49             |
| 12.              | „Can't Beat the Feeling‟               | Hannah Robinson, Pascal Gabriel, Borge Fjordheim, Matt Prime, Richard X | Price, Gabriel, Fjordheim                              | 4:09             |
| Skupna dolžina:  | Skupna dolžina:                        | Skupna dolžina:                                                         | Skupna dolžina:                                        | 43:20            |

## Dosežki
| Lestvica (2011)                              | Dosežek |
| -------------------------------------------- | ------- |
| Škotska (Scottish Singles and Albums Charts) | 40      |
| Združeno kraljestvo (UK Albums Chart)        | 37      |